# Anell (signe diacrític)
L'anell o kroužek és un signe diacrític de l'alfabet llatí. Les principals llengües que el fan servir són les llengües escandinaves i el txec, on és una antiga lligadura abreujada per reemplaçar una a o una o sotscrita.

## Suec
L'anell s'empra d'ençà l'edat mitjana en l'escriptura de les llengües escandinaves. És una antiga abreviatura esdevinguda una lligadura de dues as seguides. És per això que la lletra å no es considera com una lletra amb diacrític, sinó com un grafema a part, emplaçat en suec després de la z en l'abecedari.
Aquesta lletra representa, històricament, el fonema /a/ llarg de les altres llengües germàniques, com queda reflectit amb el mot 'cabells':
- Suec: hår [hɔːr]
- Alemany i neerlandès: Haar [haːʁ] / haar [ɦaːɹ]

A causa de l'isocronisme, el mateix fonema pot esdevenir breu: åtta [ɔtːa] (vuit).
Finalment, en majúscules representa el símbol de l'àngstrom. Unicode proposa, per causes de compatibilitat, per a aquest símbol el caràcter independent Å codificat U+212B.

## Danès i noruec
El danès i el noruec històricament han emprat la lletra å de la mateixa manera que en suec, però l'han reemplaçat pel diagrama arcaïtzant aa, per contaminació amb l'ortografia alemanya.
El 1917 per al noruec i el 1948 per al danès, la lletra es reintroduí en l'ortografia, reemplaçant l'antiga aa.
Els noms propis, tanmateix, no han patit modificacions, a triar per les persones concernides a modificar per la lletra moderna o per mantenir el grafema antic.
En aquestes dues llengües, la lletra å (o aa) està emplaçada al final de l'abecedari, després de z, æ, ø.

## Txec i lituà
L'anell també s'empra per a la vocal u en txec per al so /u/ llarg, pronunciat [uː], com a stůl [stuːl] (taula). No es pot trobar a començament de mot, on s'escriu ú.
Aquest diacrític, anomenat kroužek, va ser afegit al segle XVI per Jan Hus, inventor o importador d'altres diacrítics en txec (com el punt sotscrit esdevingut l'anticircumflex o l'accent agut). Al començament era una abreviació per al diftong [uo], que esdevingué [uː] i es va confondre amb les altres /u/ llargues, escrites ú. L'ortografia, doncs, és conservadora en aquest cas.
El lituà, que ha copiat l'ortografia txeca en algunes ocasions, ha emprat per al seu diftong [uo] la lletra ů, com en txec. Avui dia, però, s'escriu simplement uo.